# Dragomir Slišković
Dragomir Slišković (Belgrado, 21 gennaio 1943 – Spalato, 31 luglio 2009) è stato un calciatore jugoslavo.

## Carriera
Iniziò la carriera calcistica tra le file del Partizan, per poi nel 1964 trasferirsi nell'Hajduk Spalato con il quale vinse la prima Coppa di Jugoslavia della storia del club. Con i bili militò fino al 1971 disputando 108 presenze in campionato con 14 reti a segno. Successivamente si trasferì in Belgio dove giocò diverse stagioni prima di ritirarsi dal calcio giocato.

## Palmarès
- Coppa di Jugoslavia: 1

Hajduk Spalato: 1966-1967